# 마이크로소프트 오피스 2013
마이크로소프트 오피스 2013(Microsoft Office 2013, 코드명 오피스 15)은 마이크로소프트 오피스 2010의 차기버전이다. 오피스 2013은 메트로UI의 적용, 오피스365기능의 강화가 적용되었다. 그리고 이 버전부터 윈도우 XP, 윈도우 서버 2003, 윈도우 서버 2003 R2, 윈도우 비스타, 윈도우 서버 2008의 지원이 종료되었다. 윈도우 RT용 마이크로소프트 오피스 2013은 x86과 X86-64 버전과 다르게 윈도우 RT의 일부로 포함되어 출시된다. 다만, 2023년 4월 11일에 확장 지원이 종료될 예정이다.

## 역사 및 개발
2011년 5월에 마일스톤2 빌드 2703.1000이 유출되었다. 2012년 7월 16일 (현지시각)에 오피스 2013 소비자 프리뷰를 공개했다 2012년 10월 MSDN을 통해 RTM 버전이 출시되었다. 2013년 1월 29일 일반 소비자를 대상으로 정식 출시되었다. 가격대는 제품에 따라 다양하며 최고 528,000원이다. 한편, 대학생은 이전의 오피스 2007, 2010처럼, 유니버시티 버전을 99,000원에 구입할 수 있다.

## 새로운 기능
전면적인 메트로 UI를 적용했다. 예를 들어 아웃룩은, 작업에 대한 새로운 느낌을 제공한다. 그리고 전체적으로 화면전환효과, 타이핑효과등이 부드러워졌다. 아랍어 숫자를 영어 숫자로 바꿔주는 기능등이 변경되었다.
이전 버전과 달리 마이크로소프트 파워포인트에서는 발표자와 발표를 듣는 사람이 다른 화면을 볼 수 있는 기능이 기본값으로 설정되었다. 이는 예를 들어, 발표 중에 말할 내용을 발표자 자신의 화면에 적은 후, 발표 중 보면서 쉽게 말할 수 있게 되는 것이다.
HiDPI

## 시스템 요구 사항
개별 마이크로소프트 오피스 2013 응용 프로그램은 다음의 사항을 요구하며, 일부 제품은 저만의 요구 사항을 포함할 수 있다.
| 항목                 | 요구 사항 |
| -------------------- | --- |
| CPU                  | 1 GHz 클럭 속도, IA-32, x64 아키텍처 (SSE2 지원)                                                                                 |
| RAM                  | IA-32 에디션: 1 GB (IA-32) x64 에디션: 2 GB RAM                                                                                  |
| 하드 디스크 드라이브 | 3.0 GB의 여유 디스크 공간 |
| 컴퓨터 모니터        | 1024×576 화소 이상 |
| 그래픽 카드          | DirectX 10 호환 |
| 운영 체제            | - 윈도우 7 - 윈도우 서버 2008 R2 - 윈도우 8 - 윈도우 서버 2012 - 윈도우 8.1 - 윈도우 서버 2012 R2 - 윈도우 10 - 윈도우 서버 2016 |
| 소프트웨어           | 닷넷 프레임워크 3.5, 4.0, 4.5 |

## 에디션
|                     | 하나의 제품 으로 구매 가능 여부 | 일반 에디션    | 일반 에디션    | 일반 에디션 | 일반 에디션   | 일반 에디션       | 일반 에디션   | 오피스 365용 에디션      | 오피스 365용 에디션      | 오피스 365용 에디션      | 오피스 365용 에디션      | 오피스 365용 에디션      |
| 오피스 RT           | 하나의 제품 으로 구매 가능 여부 | 홈 앤 스튜던트 | 홈 앤 비지니스 | 스탠다드    | 프로페셔널    | 프로페셔널 플러스 | 홈 프리미엄   | 대학교                   | 소기업 프리미엄          | 프로플러스               | 엔터프라이즈             |                          |
| ------------------- | ------------------------------- | -------------- | -------------- | ----------- | ------------- | ----------------- | ------------- | ------------------------ | ------------------------ | ------------------------ | ------------------------ | ------------------------ |
| 라이선스            | 다양                            | 윈도우 RT      | 소매점, OEM    | 소매점, OEM | 볼륨 라이선스 | 소매점, OEM       | 볼륨 라이선스 | 소프트웨어 플러스 서비스 | 소프트웨어 플러스 서비스 | 소프트웨어 플러스 서비스 | 소프트웨어 플러스 서비스 | 소프트웨어 플러스 서비스 |
| 최대 사용 가능자    | 1                               | 1              | 1              | 1           | 계약에 따라   | 1                 | 계약에 따라   | 한 가정                  | 1                        | 10                       | 25                       | 무제한                   |
| 워드                | 예                              | 예1            | 예             | 예          | 예            | 예                | 예            | 예                       | 예                       | 예                       | 예                       | 예                       |
| 액셀                | 예                              | 예1            | 예             | 예          | 예            | 예                | 예            | 예                       | 예                       | 예                       | 예                       | 예                       |
| 파워포인트          | 예                              | 예1            | 예             | 예          | 예            | 예                | 예            | 예                       | 예                       | 예                       | 예                       | 예                       |
| 원노트              | 예3                             | 예1            | 예             | 예          | 예            | 예                | 예            | 예                       | 예                       | 예                       | 예                       | 예                       |
| 아웃룩              | 예                              | 예1            | 아니요         | 예          | 예            | 예                | 예            | 예                       | 예                       | 예                       | 예                       | 예                       |
| 퍼블리셔            | 예                              | 아니요         | 아니요         | 아니요      | 예            | 예                | 예            | 예                       | 예                       | 예                       | 예                       | 예                       |
| 액세스              | 예                              | 아니요         | 아니요         | 아니요      | 아니요        | 예                | 예            | 예                       | 예                       | 예                       | 예                       | 예                       |
| 인포패스            | 예                              | 아니요         | 아니요         | 아니요      | 아니요        | 아니요            | 예            | 아니요                   | 아니요                   | 예                       | 예                       | 예                       |
| 링크                | 예3                             | 아니요         | 아니요         | 아니요      | 아니요        | 아니요            | 예            | 아니요                   | 아니요                   | 예                       | 예                       | 예                       |
| 셰어포인트 디자이너 | 예                              | 아니요         | 아니요         | 아니요      | 아니요        | 아니요            | 아니요        | 아니요                   | 아니요                   | 아니요                   | 아니요                   | 아니요                   |
| 프로젝트            | 예                              | 아니요         | 아니요         | 아니요      | 아니요        | 아니요            | 아니요        | 아니요                   | 아니요                   | 아니요                   | 아니요                   | 아니요                   |
| 비지오              | 예                              | 아니요         | 뷰어           | 뷰어        | 뷰어          | 뷰어              | 뷰어          | 뷰어                     | 뷰어                     | 뷰어                     | 뷰어                     | 뷰어                     |

오피스 RT에서 아웃룩은 윈도우 RT 8.1 최신 업데이트를 설치 시 설치된다.